# Torneo Metropolitano 2010 (Uruguay)
El Torneo Metropolitano 2010 fue la competencia organizada por la FUBB que inició el 16 de abril de 2010 y culminó el 5 de agosto del mismo año.
El torneo congregó a los equipos de la Segunda División del básquetbol uruguayo y tuvo como desenlace el ascenso a la Primera División de Waston (Campeón del torneo) y Larre Borges (Vicecampeón), además de los descensos a Tercera de Olivol Mundial y Marne.

## Sistema de disputa
El Metro 2010 se jugará a dos ruedas en el formato todos contra todos y al finalizar de esta temporada, el mejor posicionado de la tabla ascenderá a la LUB bajo el título de Campeón del Torneo Metropolitano 2010.
Por otra parte el segundo ascenso se determinará en playoff. Se enfrentarán 2º vs 5º y 3º vs. 4,
al mejor de cinco con ventaja de 1.-0 el 2º y el 3º. Luego la final se disputará entre los ganadores
de esos cruces al mejor de tres, pero iniciarán 0-0

## Homenajes
Este torneo recibe el nombre de 70º Aniversario del Club Yale, en conmemoración del mismo. Además la primera y la segunda rueda recibieron el nombre de Juan Perlorenzo (fallecido dirigente de Tabaré) y Nelson Demarco (bimedallista olímpico) respectivamente.

## Clubes participantes
| Club           | Posición Temporada Anterior              |
| -------------- | ---------------------------------------- |
| 25 de Agosto   | 5º en la temporada regular               |
| Capitol        | 8º en la temporada regular               |
| Capurro        | Descendió la LUB                         |
| Larrañaga      | Clasificó a la Liguilla por los ascensos |
| Larre Borges   | Clasificó a la Liguilla por los ascensos |
| Marne          | Vicecampeón de DTA                       |
| Nacional       | 10º en la temporada regular              |
| Olivol Mundial | 6º en la temporada regular               |
| Tabaré         | Descendió la LUB                         |
| Verdirojo      | 9º en la temporada regular               |
| Waston         | Campeón de DTA                           |
| Yale           | 7º en la temporada regular               |

## Desarrollo

### Temporada regular
En esta temporada comenzó el 16 de abril y se jugó su última fecha el 14 de julio, aunque luego de esta fecha tuvieron lugar partidos de desempate para definir el segundo descenso.
En esta temporada se definió: el campeón del torneo a quien se le otorga el primer ascenso, los cuatro equipos clasificados a play offs en busca del segundo ascenso y además los dos equipos que descienden.
| Posición | Club            | PG | PP |
| -------- | --------------- | -- | -- |
| 1º       | Waston          | 17 | 5  |
| 2º       | Larrañaga       | 15 | 7  |
| 3º       | Larre Borges    | 14 | 8  |
| 4º       | Verdirojo       | 13 | 9  |
| 5º       | Yale            | 13 | 9  |
| 6º       | Capurro         | 12 | 10 |
| 7º       | Tabaré          | 10 | 12 |
| 8º       | Nacional        | 9  | 13 |
| 9º       | 25 de Agosto    | 9  | 13 |
| 10º      | Capitol         | 8  | 14 |
| 11º      | Olivol Mundial+ | 8  | 14 |
| 12º      | Marne           | 4  | 18 |

+Se definió el descenso de Olivol sobre Capitol como resultado de una serie de desempate al mejor de tres.
|  | Campeón del Metropolitano.                    |
|  | Equipos clasificados a los Play Offs.         |
|  | Desciende a la Divisional Tercera en Ascenso. |

| Campeón del Torneo Metropolitano 2010 |
| ------------------------------------- |
| Waston Ascenso a LUB                  |

### Play Offs
Comenzaron el 17 de julio y finalizaron el 5 de agosto. En ellos se enfrentaron el 2º vs 5º y 3º vs. 4, en la temporada regular, al mejor de cinco con ventaja de 1.-0 el 2º y el 3º. Tras estos se disputó la final entre los ganadores de esos cruces al mejor de tres, pero iniciaron 0-0
|  | Semifinales | Semifinales  | Semifinales |              |   | Final     | Final | Final |  |
|  |             |              |             |              |   |           |       |       |  |
|  |             |              |             |              |   |           |       |       |  |
|  | 2           | Larrañaga    | 3           |              |   |           |       |       |  |
|  | 2           | Larrañaga    | 3           |              |   |           |       |       |  |
|  | 5           | Yale         | 0           |              |   |           |       |       |  |
|  | 5           | Yale         | 0           |              | 2 | Larrañaga | 1     |       |  |
|  |             |              |             |              | 2 | Larrañaga | 1     |       |  |
|  |             |              | 3           | Larre Borges | 2 |           |       |       |  |
|  | 3           | Larre Borges | 3           | Larre Borges | 2 | 3         |       |       |  |
|  | 3           | Larre Borges |             |              |   | 3         |       |       |  |
|  | 4           | Verdirojo    | 1           |              |   |           |       |       |  |
|  | 4           | Verdirojo    | 1           |              |   |           |       |       |  |
|  |             |              |             |              |   |           |       |       |  |

| Vicecampeón del Torneo Metropolitano 2010 |
| ----------------------------------------- |
| Larre Borges Ascenso a LUB                |